# Tjaarke Maas
Tjaarke Hendrika Maria Maas (Lopik, 26 de octubre de 1974 – Asís, (Italia) 26 de junio de 2004) fue una pintora neerlandesa, cuyo trabajo empezó a ser descubierto a finales de 1990, atrayendo la atención del público en general y de la crítica, que escribió sobre ella: «Las obras de Tjaarke Maas son del más alto orden y están vinculadas de una manera contemporánea, a los grandes artistas flamencos del pasado».

## Obra
Su obra ha sido expuesta en Nueva York, Nueva Jersey, Florencia (Italia) Moscú (Rusia) y San Petersburgo (Rusia).

## Galería

### Retratos

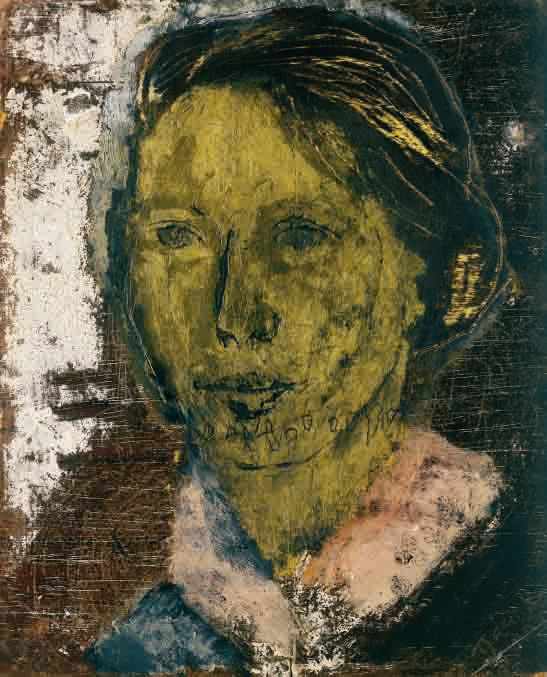
"Henny's teeth" Serie Goldfaced, témpera, hoja de oro sobre madera) 2003,
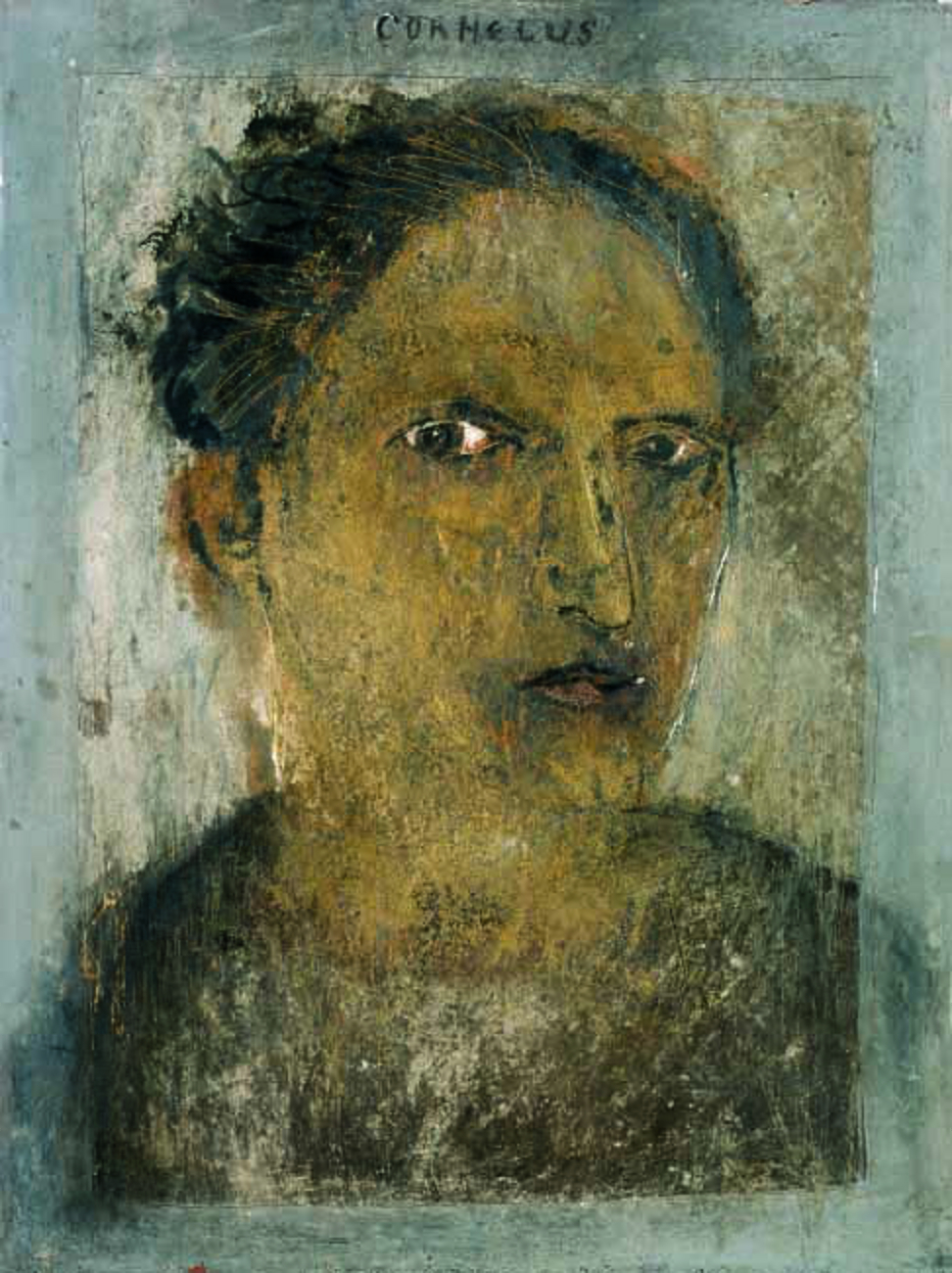
"Cornelius" Serie Goldfaced , tecnología mixta. Sobre madera
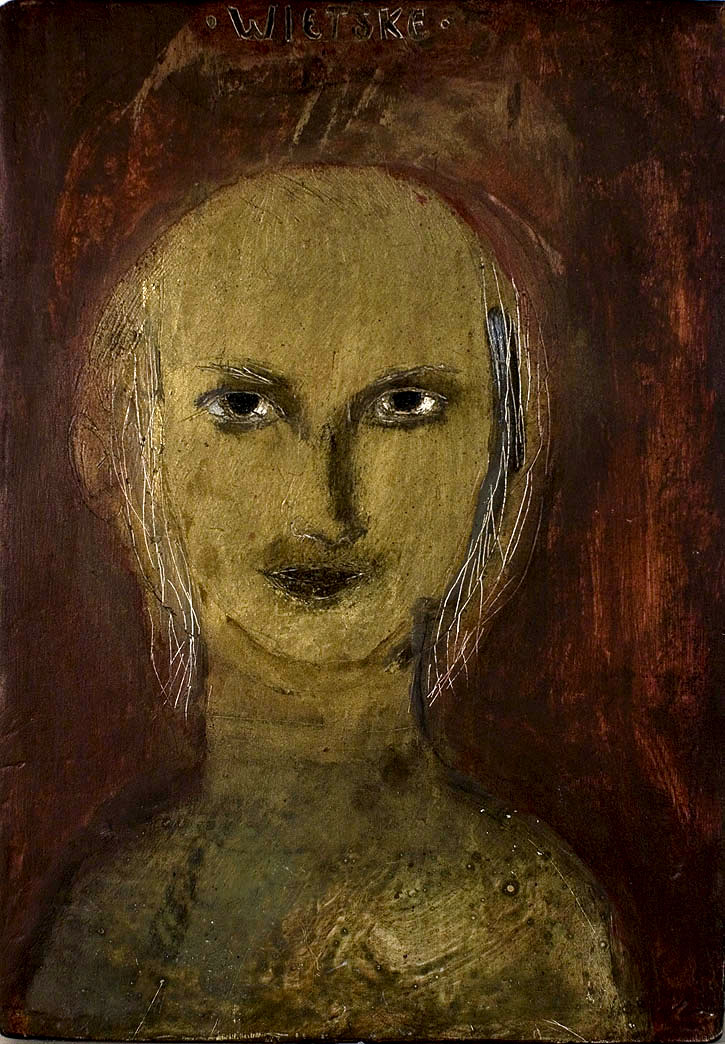
"Wietske" Serie Goldfaced, pigmento sobre madera
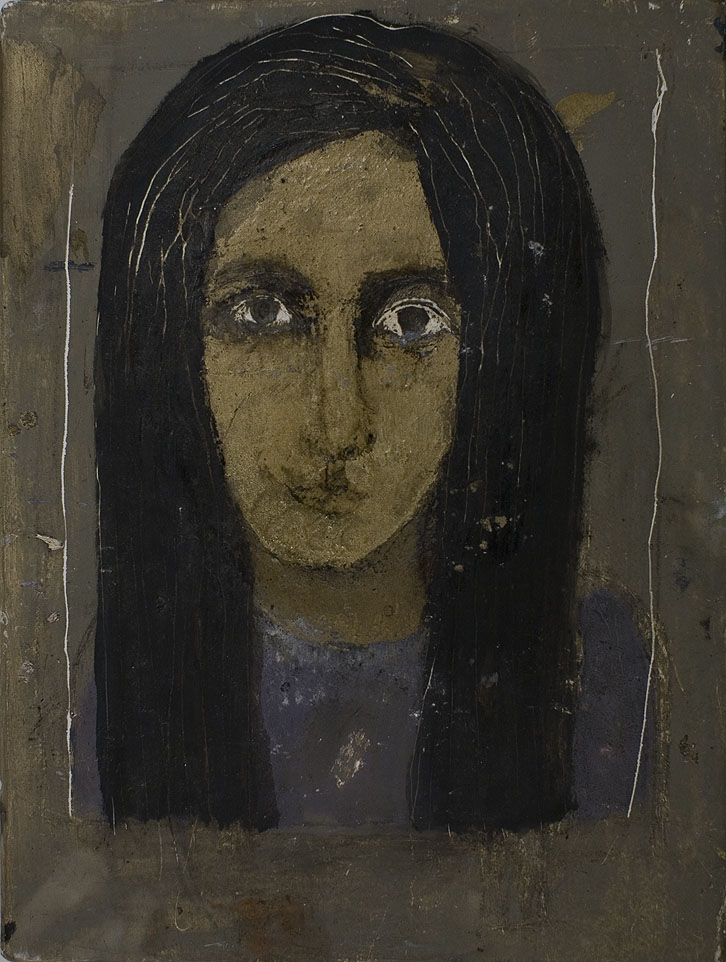
"Friend" Serie Goldfaced témpera , hoja de oro sobre madera

### Serie de pájaros

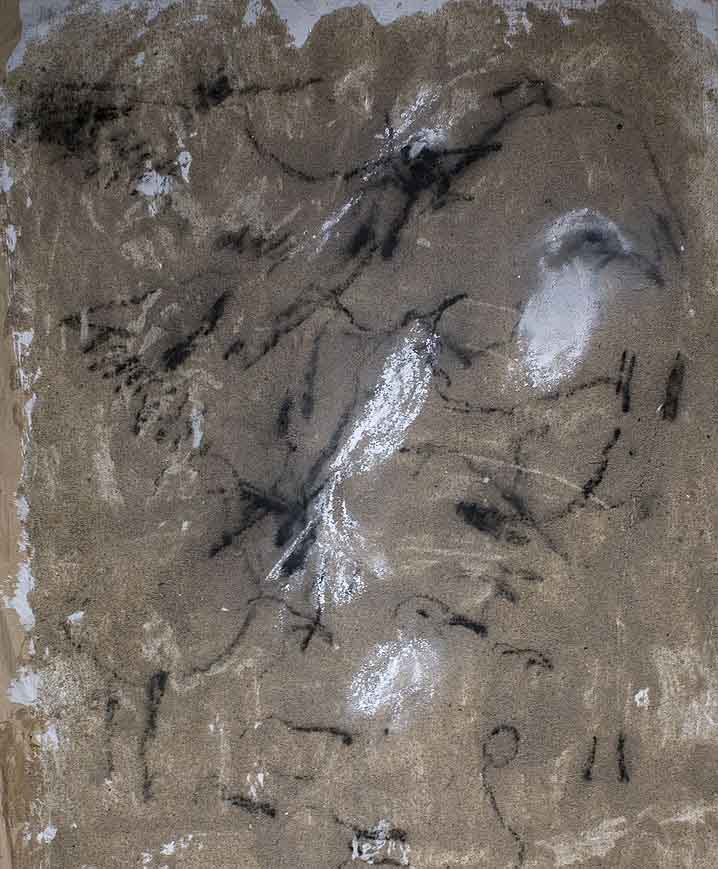
"Serie" de gaviotas
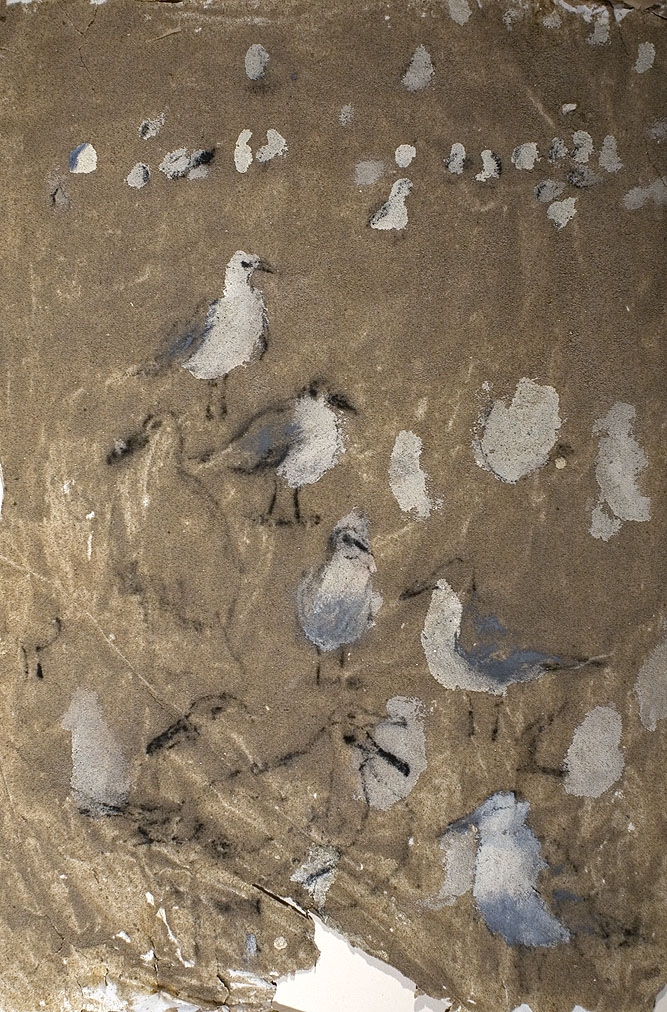
"Serie" de gaviotas
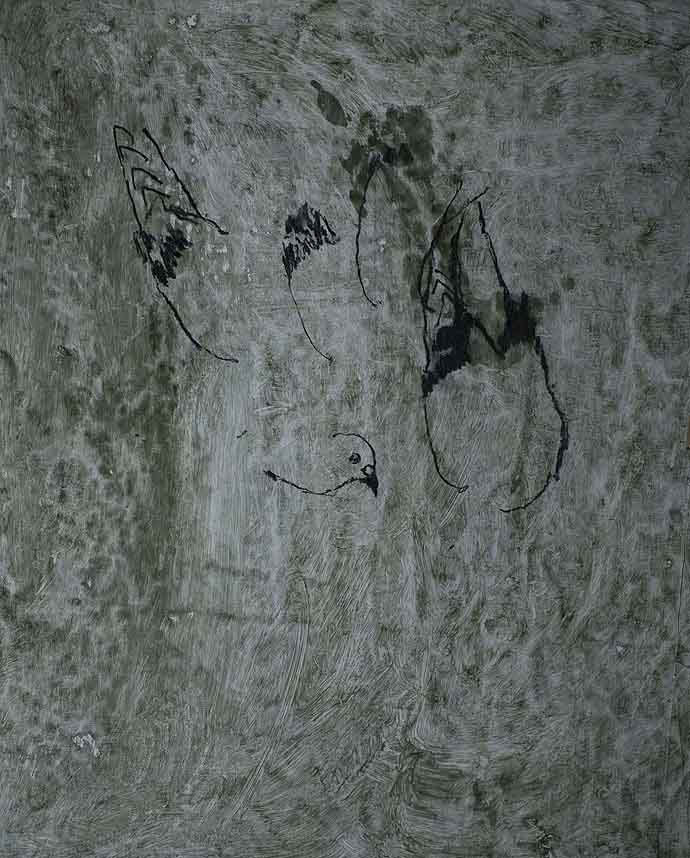
"Hallazgos en pietra serena" Serie Guatemala
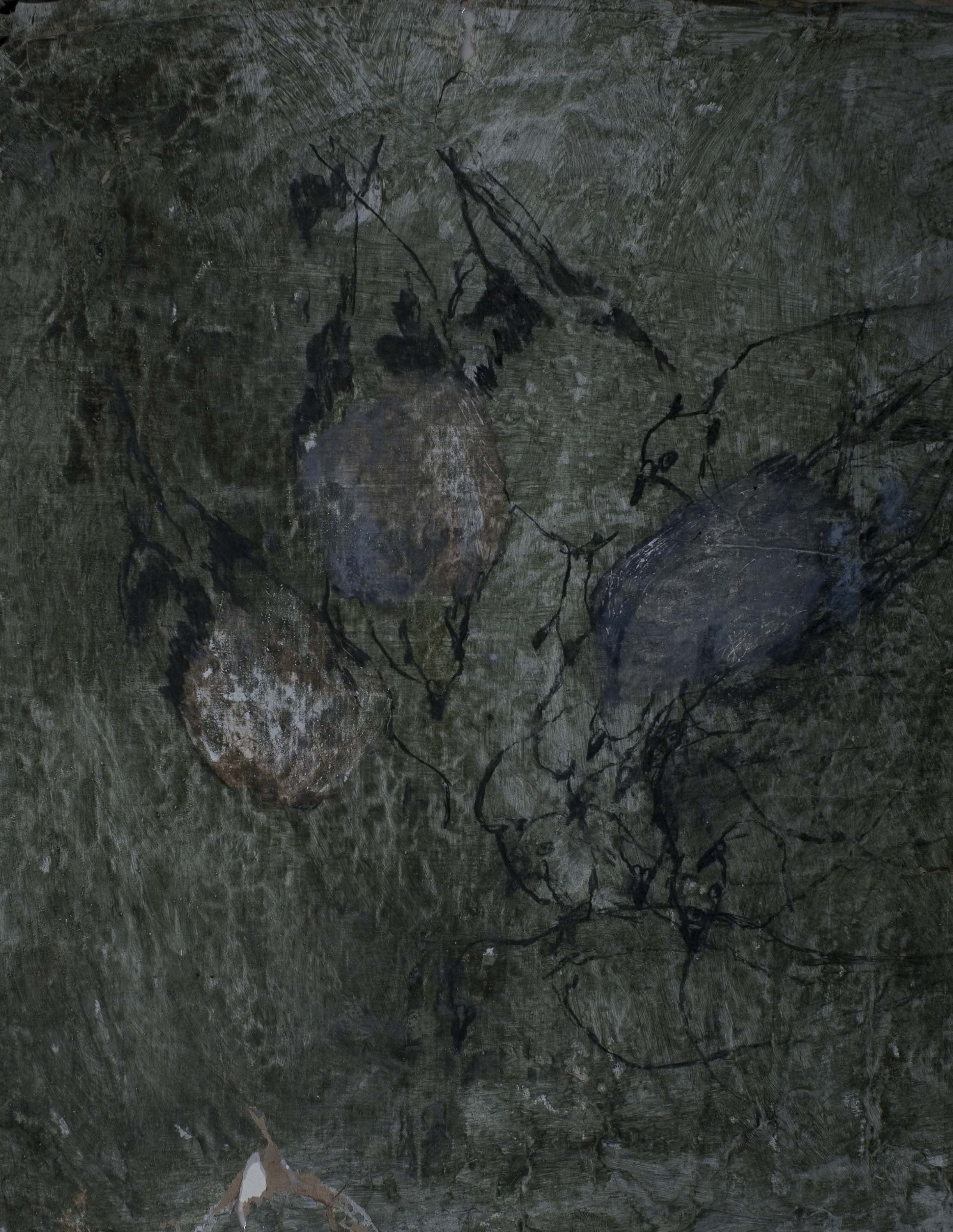
"Pegions" Serie Guatemala

### Bodegones

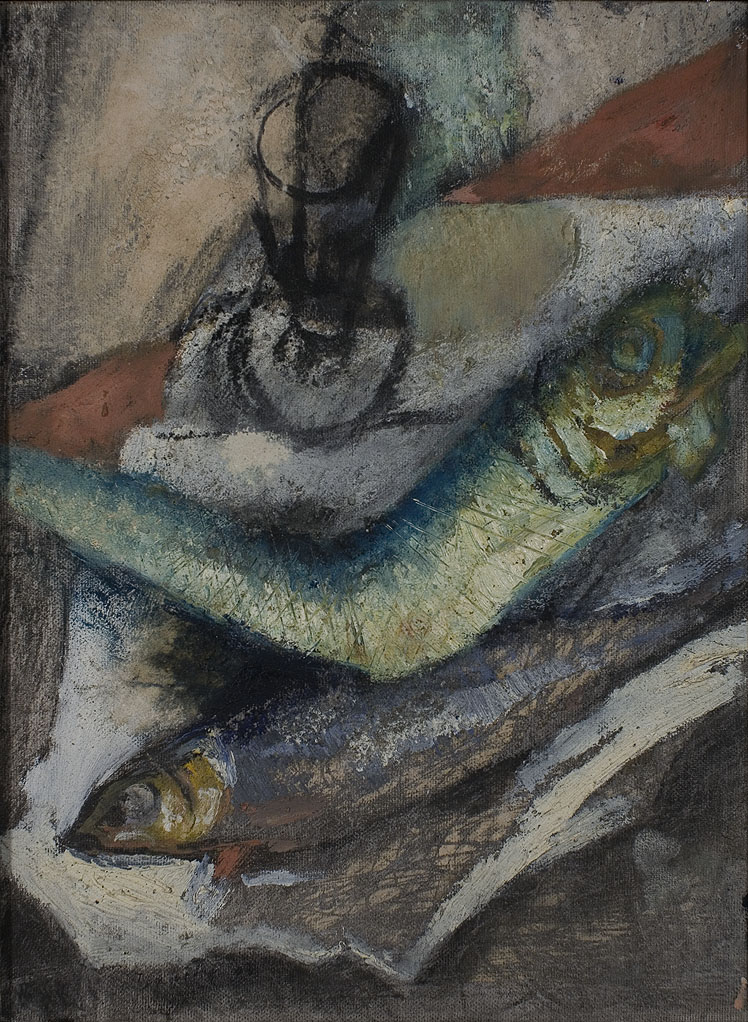
"Ode to 1930th"
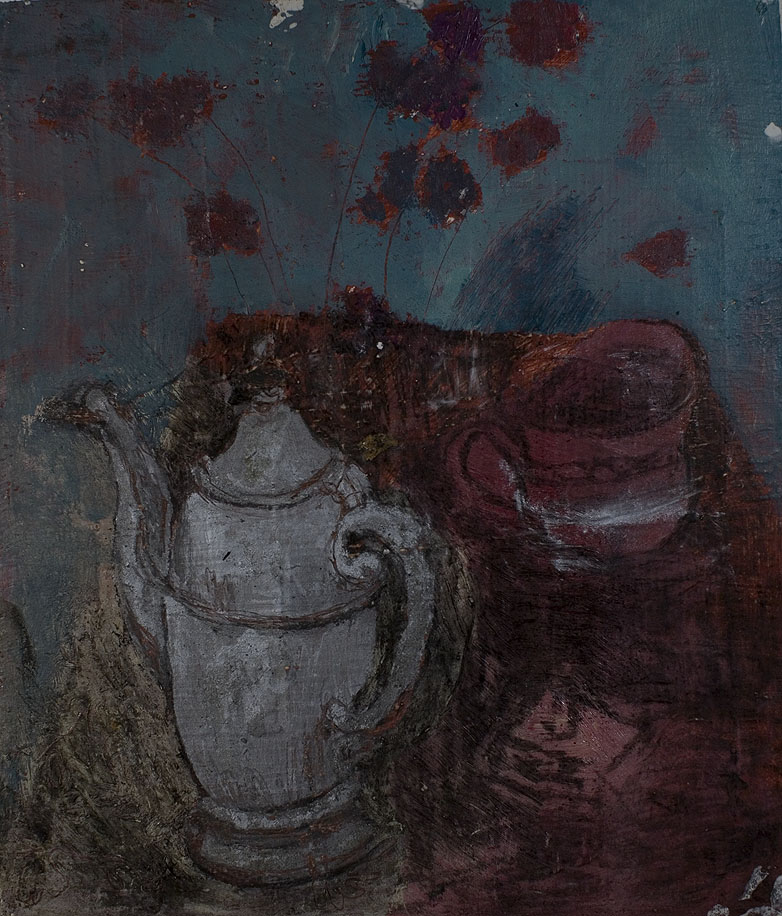
""Silver tea-pot" 2003
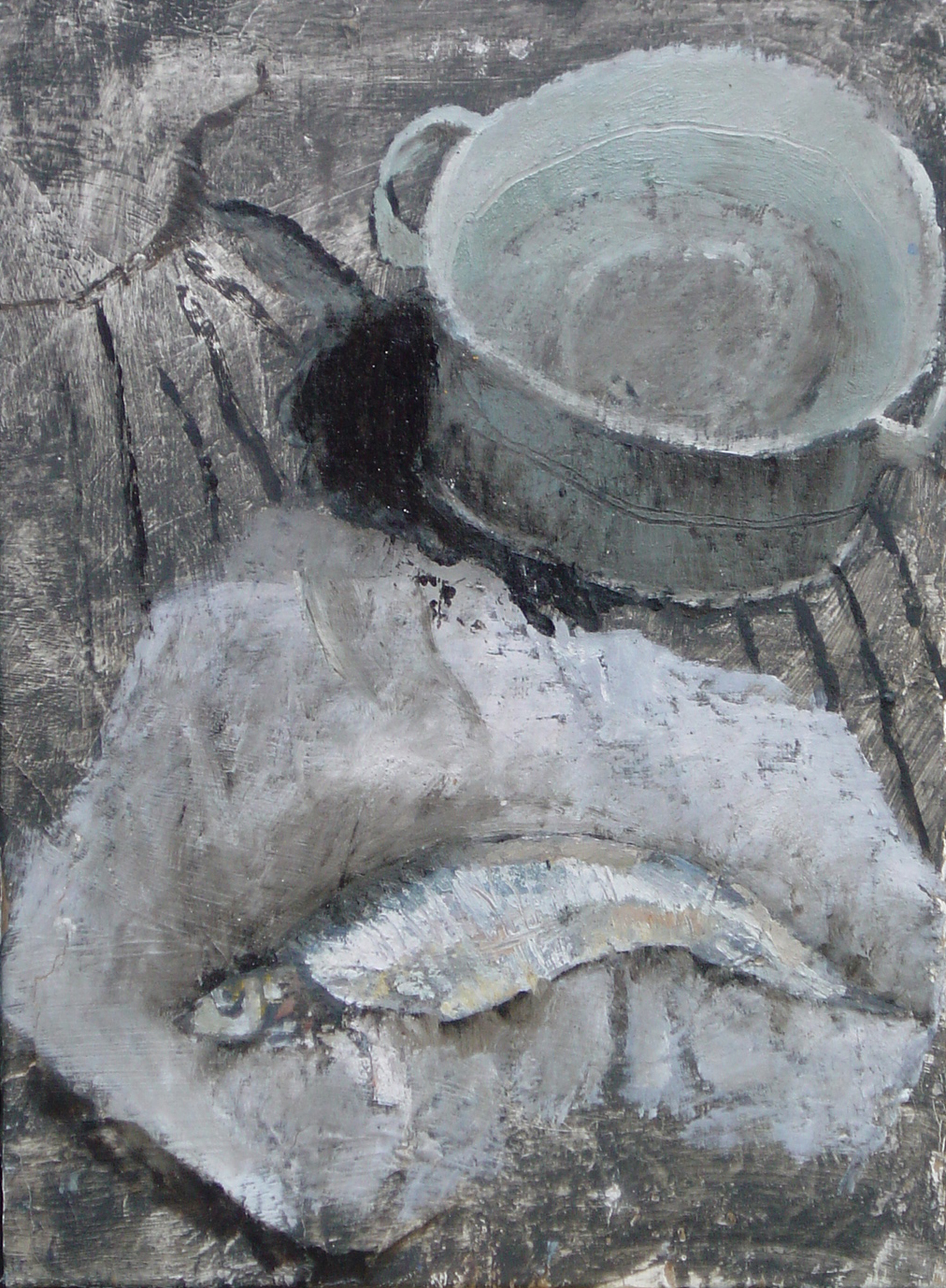
"Dutch Herring with pot"
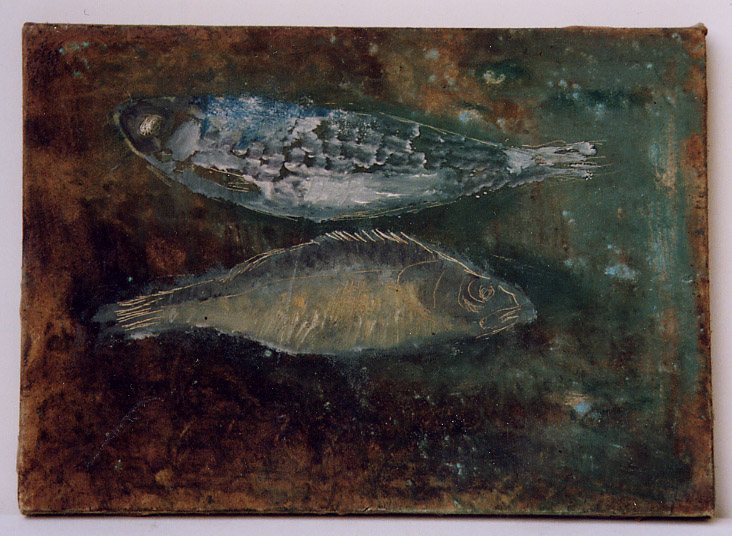
"Catacomb fish"

### Iconos

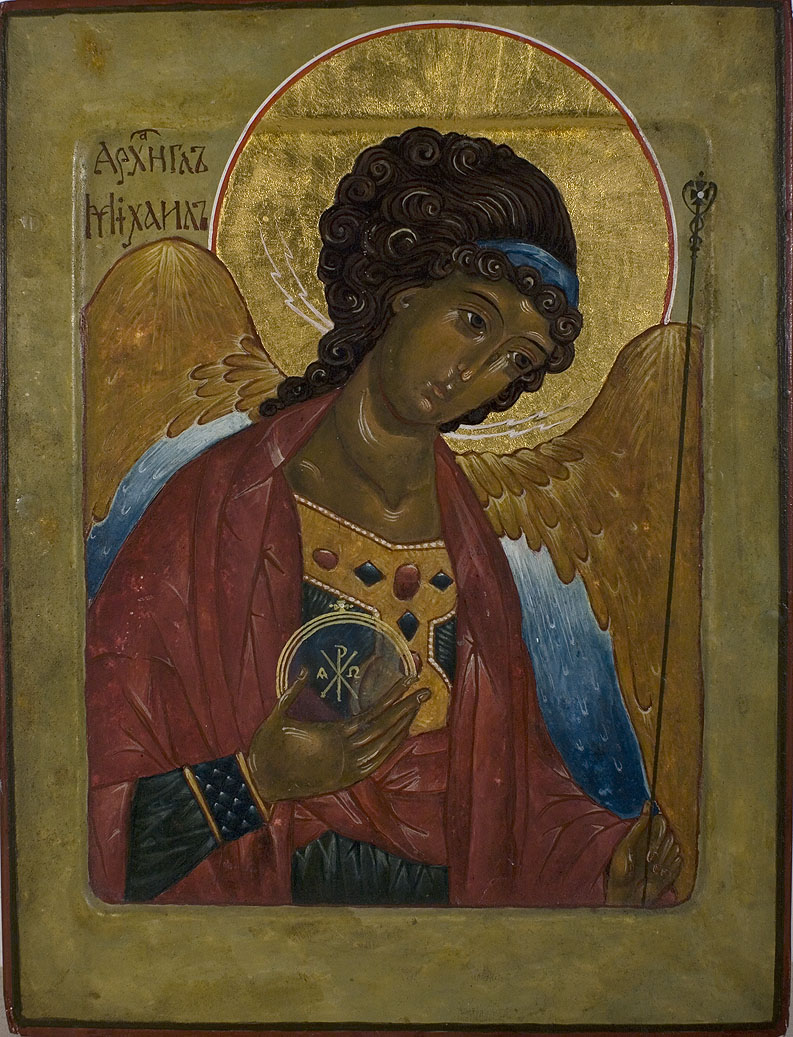
"St.Archangel Michael" témpera, hoja de oro sobre madera
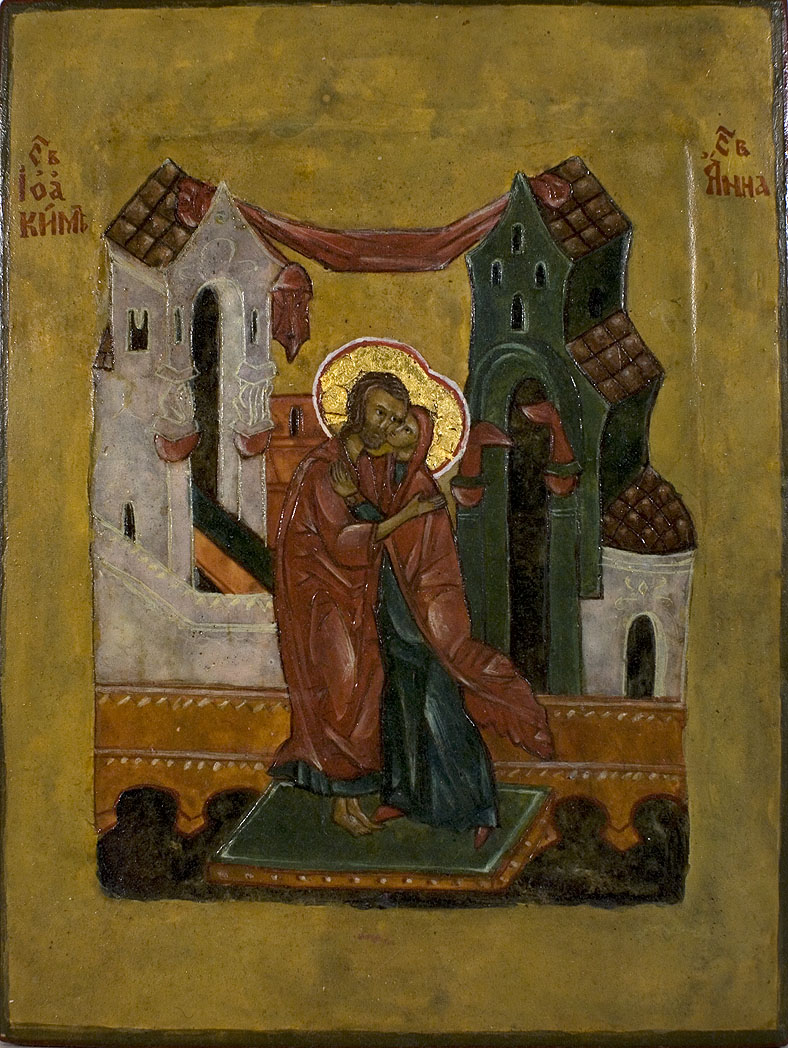
"St.Jiokim and St.Anna" témpera, hoja de oro sobre madera
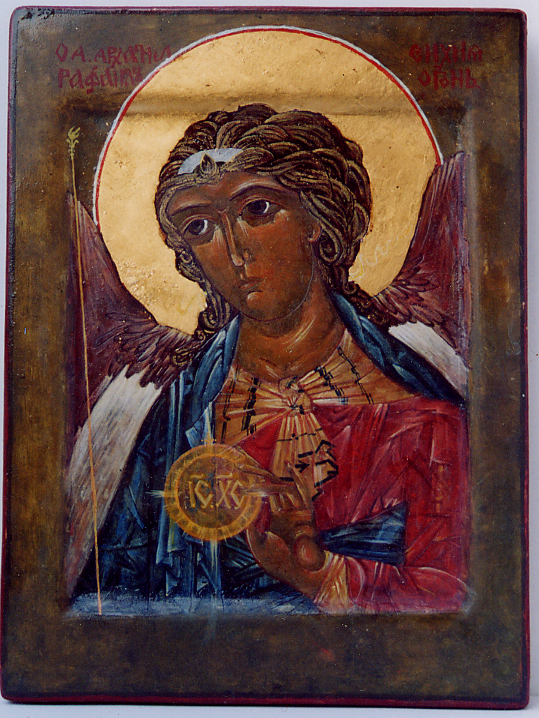
"St.Archangel Raphael", témpera, hoja de oro sobre madera
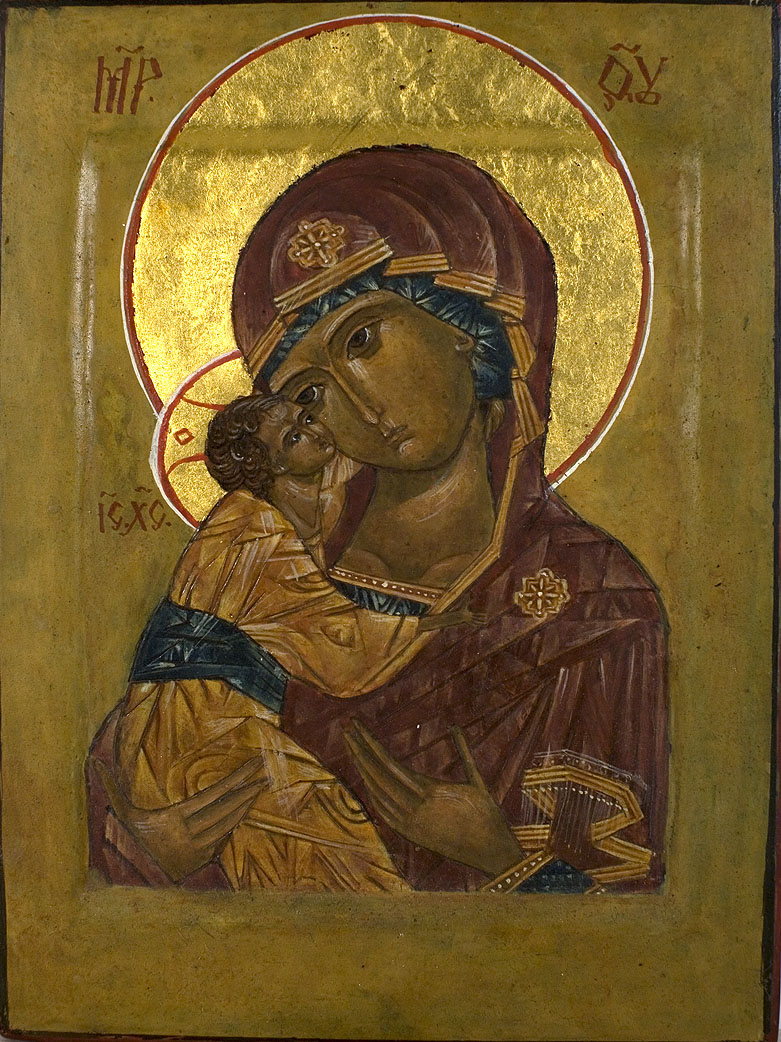
"Theotokos" "Eleusa"  témpera, hoja de oro sobre madera,